# هانس دیتمار
هانس دیتمار (انگلیسی: Hans Dittmar; ۱۴ november ۱۹۰۲ – ۲۰ ژوئن ۱۹۶۷ (۶۴ ساله)) قایقران، و قایقران قایق بادبانی اهل فنلاند بود.